# Kind of Life
 Kind of Life – jedyna płyta duetu Śmietana/Styła. Czwarty album autorski gitarzysty Ryszarda Styły.

## Lista utworów
1. Duża żaba – 6:05
2. Krakowianin wegetarianin – 5:01
3. Czasem w zimie, czasem w lecie – 5:11
4. Szeryf Krupa – 6:36
5. Delfin mały – 6:58
6. Touch of touch – 5:41
7. Ziemianin marsjanin – 6:39
8. Dudek wieczorową porą – 8:02

## Wykonawcy
- Ryszard Styła – gitara, kompozycje (2, 5, 7, 8)
- Jarosław Śmietana – gitara, kompozycje (1, 3, 4, 6)
- Robert Kubiszyn – gitara basowa
- Leopoldo F. Fleming – instrumenty perkusyjne
- Adam Czerwiński – perkusja

## Gościnnie
- Antoni Krupa – harmonijka ustna (4)

## Personel
- Recorded on June 21-23, 1998 in Radio Kraków S. A., at Studio S-5
- Recorded by Aleksander Wilk
- Mixed By – Alek Wilk, Jarek Śmietana*, Ryszard Styła
- Cover line by A. E. Grabowski, A. Ziemianin
- Producer: Ricardo Styła, Marek Krasowski SelleS Enterprises 1998 r.
- Photos by Andrzej Kremel
- Covers design by Padjas Agency